# Canthigaster valentini
Canthigaster valentini е вид лъчеперка от семейство Tetraodontidae. Видът не е застрашен от изчезване.

## Разпространение и местообитание
Разпространен е в Австралия, Американска Самоа, Вануату, Виетнам, Гуам, Йемен, Индонезия, Кокосови острови, Мавриций, Малдиви, Маршалови острови, Микронезия, Мозамбик, Ниуе, Нова Каледония, Оман, Остров Рождество, Острови Кук, Палау, Папуа Нова Гвинея, Провинции в КНР, Реюнион, Самоа, Северни Мариански острови, Сейшели, Тайван, Танзания, Тонга, Филипини, Френска Полинезия, Шри Ланка, Южна Африка и Япония.
Среща се на дълбочина от 0,7 до 55 m, при температура на водата от 24,2 до 29,1 °C и соленост 33,5 – 36,1 ‰.

## Описание
На дължина достигат до 11 cm.